# 夏威夷式喷发

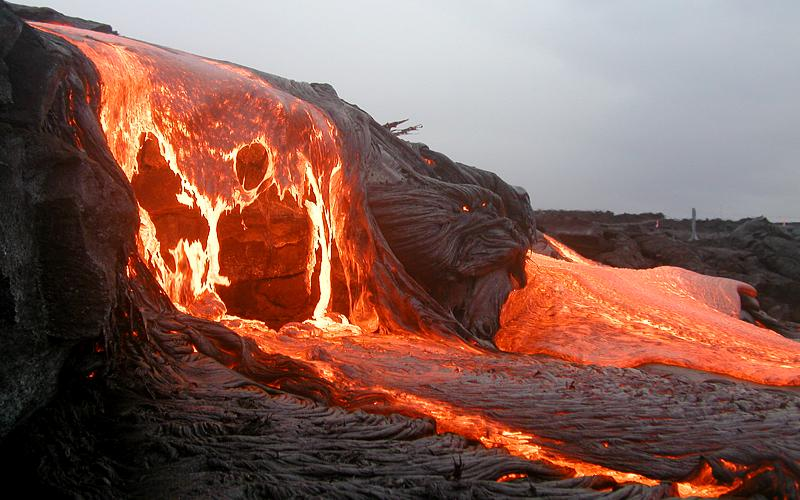
夏威夷的基拉韋厄火山：夏威夷式

夏威夷式喷发也是一種火山爆發模式。

## 噴發情形
此類火山的噴發物為大量基性熔岩流，岩漿黏度小，流動性大，故爆裂較少。熔岩通常從火山口和山腰裂隙溢出，氣體釋放量不定。由於噴發時岩漿受到壓力作用，到達地表時會形成熔岩噴泉。
夏威夷式噴發通常會形成火紅的「熔岩河」，熔岩往往是多次溢流，而且有許多裂隙作爲通道。最後通常形成平坦的熔岩穹丘。1942年夏威夷的冒納羅亞火山（Mauna Loa）的爆發為此種火山之範例。該種火山的噴發，可大略分為三個階段：
1. 熔岩噴出期：第一階段，共持續數小時，熔岩流堆積形成薄層的熔岩流或低丘。
2. 熔岩漫流期：火山口中仍陸續有熔岩流出，使熔岩層及低丘繼續加厚。
3. 噴氣期：只有氣體出現，數量亦銳減。火山噴發已接近尾聲。

這種類型的噴發基本上不會有人員傷亡，但會造成農田村莊的損壞及財産損失。